# Joaquima Torres i Oriol
Joaquima Torres Oriol (1855 - Sabadell, 1935) va ser una mestra de l'escola pública elemental de nenes de Sabadell durant cinquanta anys. Per raó del càrrec, se la coneixia per donya Quimeta.
Procedent de la vila de Gràcia, s'establí a Sabadell als 21 anys, en prendre possessió de la plaça, on restà fins que es va morir, als 80 anys, el 1924. El juny de 1876, va guanyar la plaça de mestra nacional per oposició, en què obtingué la millor nota, i el 16 de setembre de 1876 la Dirección General de Instrucción Pública la va nomenar mestra de l'escola pública elemental de nenes de Sabadell. Exercí una dilatada carrera de mestra i també participà activament en la vida ciutadana. Va ser molt apreciada i considerada pels seus companys d’ofici, però fou especialment estimada per les successives generacions d’alumnes que va tenir. Moltes portaren les seves filles i netes a l'escola de la mestra que les havia format.
L'escola va tenir diferents seus: al carrer de Sant Jaume, al carrer de Jovellanos (a partir de l’1 de maig de 1879), al carrer de l’Estrella, 98 (a partir del 1891) i al carrer de Sant Cugat, 127 (a partir del 1900 i fins, pel cap baix, al 1924). En aquest últim edifici és on es col·locà una placa commemorativa a Joaquima Torres, durant l’acte d’homenatge que la ciutat li feu amb motiu de la seva jubilació, quan va ser nomenada filla adoptiva de Sabadell, el 13 de juliol de 1924. Els promotors d’aquest homenatge foren els seus companys de professió, mestres nacionals de Sabadell també: Antoni Giol, Enric Casassas, Rafael Serrano, Baltasara Nidel, Isabel Sullà, Dolores Monzón, Carme Simó i Àngela Espino. Es feren ressò de l'homenatge, El Diari de Sabadell i sa comarca, La Vanguardia i el Diari de Barcelona, entre altres mitjans de comunicació.
El 2022, l'Ajuntament de Sabadell li dedicà una exposició al Museu d'Història, que es mostrà juntament amb la llamborda de Maria Garcia Sanchís.